# Korba
Korba (en hindi: कोरबा ) es una ciudad de la India capital del distrito de Korba, en el estado de Chhattisgarh.

## Geografía

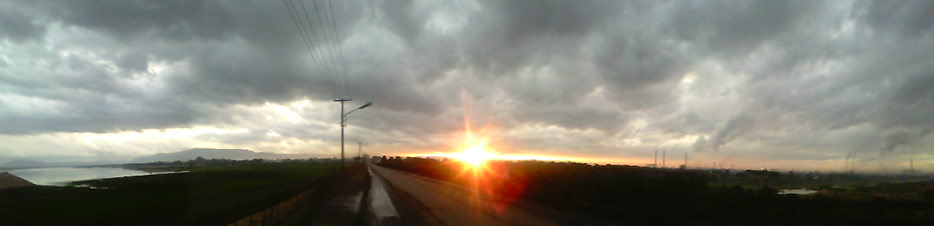
Atardecer en Korba.

Se encuentra a una altitud de 316 m s. n. m. a 213 km de la capital estatal, Raipur, en la zona horaria UTC +5:30.

## Demografía
Según estimación 2012 contaba con una población de 583 338 habitantes.